# Ella y Allan
Ella y Allan (en inglés She and Allan) es una novela del escritor inglés H. Rider Haggard, fue publicada en 1921. Esta novela reunió a los dos personajes más populares de este escritor: Ayesha de la novela Ella y Allan Quatermain de Las minas del rey Salomón.
Fue reconocida en 1975, por la Newcastle Publishing Company, como el sexto libro de celebridades más importante.